# 4. alpinska divizija »Cuneense«
4. alpinska divizija »Cuneense« (izvirno italijansko 4a Divisione Alpina  »Cuneense«) je bila alpinska divizija Kraljeve italijanske kopenske vojske

## Zgodovina
Divizija je bila uničena v Operaciji Mali Saturn v ZSSR.

## Organizacija
- Štab
- 1. alpinski polk
- 2. alpinski polk
- 4. alpinski artilerijski polk